# Pajares de los Oteros
Pajares de los Oteros est une commune d'Espagne dans la province de León, communauté autonome de Castille-et-León. Elle s'étend sur 61,82 km2 et comptait environ 308 habitants en 2015.